# 丸谷清之介
丸谷 清之介（まるたに きよのすけ、生没年不詳）は日本出身のサッカー選手で元日本代表選手。

## 来歴
当時多くのサッカー日本代表選手が所属していた大阪サッカー倶楽部でプレー。サッカー日本代表では、1925年5月、マニラで開催された第7回極東選手権競技大会のメンバーに選出された。この大会の2試合目、20日の中華民国代表との試合にフル出場したが、0-2で敗れた。

## 代表歴
- 1925年5月20日 - A代表初出場 - 中華民国戦

### 出場大会など
- 第7回極東選手権競技大会（3位）

### 試合数
- 国際Aマッチ 1試合 0得点(1925)

| 日本代表 | 国際Aマッチ | 国際Aマッチ |
| 年       | 出場        | 得点        |
| -------- | ----------- | ----------- |
| 1925     | 1           | 0           |
| 通算     | 1           | 0           |

### 出場
| No. | 開催日         | 開催都市 | スタジアム | 対戦相手 | 結果 | 監督     | 大会       |
| --- | -------------- | -------- | ---------- | -------- | ---- | -------- | ---------- |
| 1.  | 1925年05月20日 | マニラ   |            | 中華民国 | ●0-2 | 山田午郎 | 極東選手権 |